# Skoky na lyžích na Zimních olympijských hrách 2014

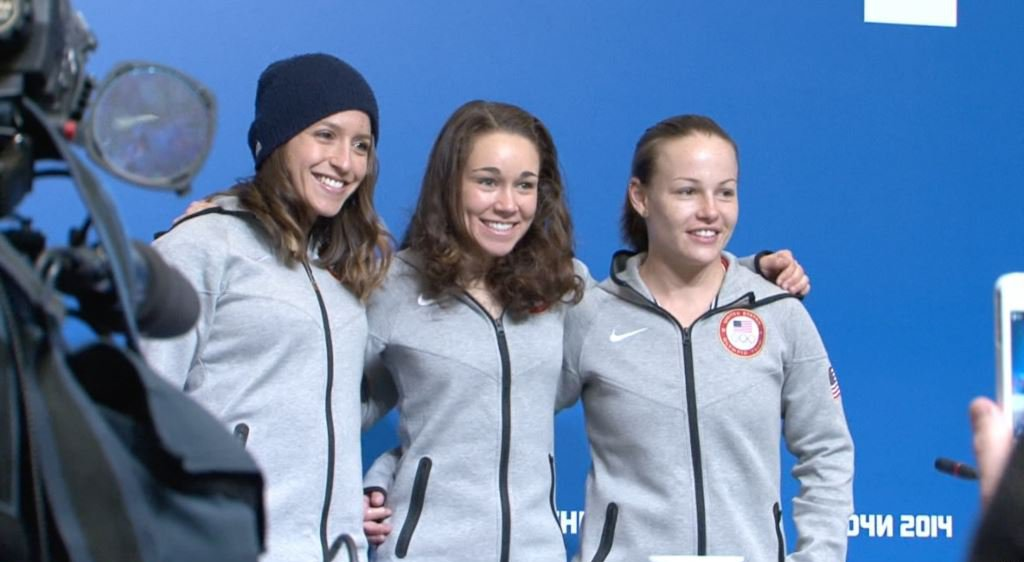
Americké skokanky Jessica Jeromeová, Sarah Hendricksonová a Lindsey Vanová

Závody ve skocích na lyžích na Zimních olympijských hrách 2014 probíhaly od 8. do 17. února 2014 na můstcích skokanského střediska Russkije Gorki nedaleko Krasné Poljany.

## Přehled
Na Zimních olympijských hrách 2014 v Soči byly na programu celkem čtyři finálové soutěže. Muži absolvovali individuální závody ve skocích na lyžích z normálního můstku, z velkého můstku a týmový závod ve skocích na lyžích z velkého můstku. Poprvé v historii byla v olympijském programu zařazena také soutěž žen sestávající z individuálního závodu ve skocích na lyžích z normálního můstku. Výsledky z olympijských her se započítávaly do celkového hodnocení Světového poháru ve skocích na lyžích 2013/2014.

## Program
Program podle oficiálních stránek.
| Den    | Datum          | Zahájení (UTC+4) | Zahájení (SEČ) | Závod                                                               |
| ------ | -------------- | ---------------- | -------------- | ------------------------------------------------------------------- |
| den 2  | 8. února 2014  | 20:30            | 17:30          | individuální závod mužů ve skocích z normálního můstku, kvalifikace |
| den 3  | 9. února 2014  | 21:30            | 18:30          | individuální závod mužů ve skocích z normálního můstku              |
| den 5  | 11. února 2014 | 21:30            | 18:30          | individuální závod žen ve skocích z normálního můstku               |
| den 8  | 14. února 2014 | 21:30            | 18:30          | individuální závod mužů ve skocích z velkého můstku, kvalifikace    |
| den 9  | 15. února 2014 | 21:30            | 18:30          | individuální závod mužů ve skocích z velkého můstku                 |
| den 11 | 17. února 2014 | 21:15            | 18:15          | týmový závod mužů ve skocích z velkého můstku                       |

## Medailové pořadí zemí
| Pořadí         | Země            | Zlato | Stříbro | Bronz | Celkově |
| -------------- | --------------- | ----- | ------- | ----- | ------- |
| 1.             | Německo (GER)   | 2     | 0       | 0     | 2       |
| 1.             | Polsko (POL)    | 2     | 0       | 0     | 2       |
| 3.             | Rakousko (AUT)  | 0     | 2       | 0     | 2       |
| 4.             | Japonsko (JPN)  | 0     | 1       | 1     | 2       |
| 4.             | Slovinsko (SLO) | 0     | 1       | 1     | 2       |
| 6.             | Francie (FRA)   | 0     | 0       | 1     | 1       |
| 6.             | Norsko (NOR)    | 0     | 0       | 1     | 1       |
| Medailové sady | Medailové sady  | 4     | 4       | 4     | 12      |

## Medailisté

### Muži
| Disciplína              | Zlato                                                                             | Výkon  | Stříbro                                                                                         | Výkon  | Bronz                                                                     | Výkon  |
| ----------------------- | --------------------------------------------------------------------------------- | ------ | ----------------------------------------------------------------------------------------------- | ------ | ------------------------------------------------------------------------- | ------ |
| střední můstek          | Kamil Stoch · Polsko (POL)                                                        | 278,0  | Peter Prevc · Slovinsko (SLO)                                                                   | 265,3  | Anders Bardal · Norsko (NOR)                                              | 264,1  |
| velký můstek            | Kamil Stoch · Polsko (POL)                                                        | 278,7  | Noriaki Kasai · Japonsko (JPN)                                                                  | 277,4  | Peter Prevc · Slovinsko (SLO)                                             | 274,8  |
| velký můstek - družstva | Německo (GER) · Andreas Wank · Marinus Kraus · Andreas Wellinger · Severin Freund | 1041,1 | Rakousko (AUT) · Michael Hayböck · Thomas Morgenstern · Thomas Diethart · Gregor Schlierenzauer | 1038,4 | Japonsko (JPN) · Reruhi Šimizu · Taku Takeuči · Daiki Itó · Noriaki Kasai | 1024,9 |

### Ženy
| Disciplína     | Zlato                          | Výkon | Stříbro                                      | Výkon | Bronz                            | Výkon |
| -------------- | ------------------------------ | ----- | -------------------------------------------- | ----- | -------------------------------- | ----- |
| střední můstek | Carina Vogtová · Německo (GER) | 247,4 | Daniela Iraschková-Stolzová · Rakousko (AUT) | 246,2 | Coline Mattelová · Francie (FRA) | 245,2 |

## Kvalifikace
Na Zimních olympijských hrách 2014 byla stanovena kvóta 70 startujících závodníků v mužské kategorii a 30 závodnic v ženské kategorii. Každý národní olympijský výbor mohlo reprezentovat nejvýše pět mužů a čtyři ženy.